# Wong Kar-wai
Wong Kar-wai (en xinès simplificat: 王家卫; en xinès tradicional: 王家衞; en pinyin: Wáng Jiāwèi; Xangai, 17 de juliol de 1958) és un director de cine reconegut internacionalment per les seves pel·lícules, úniques visualment i molt estilitzades. Figura cabdal del cinema de Hong Kong, Wong té una gran influència en el cinema i les seves pel·lícules apareixen freqüentment en llistes nacionals i internacionals.

## Biografia

### Infància i inicis de la seva carrera (1958–1989)
Wong Kar-wai nasqué el 17 de juliol de 1958 a Xangai, i és el més petit de tres germans. El seu pare era mariner i la seva mare, mestressa de casa. Quan tenia només cinc anys, la família se n'anà cap a Hong Kong, aleshores protectorat britànic, fugint de la Revolució Cultural i els seus efectes nefastos per a la societat xinesa del moment. Els dos germans grans havien d'unir-se a la família poc més tard, però el govern xinès tancà les fronteres i la família tardà deu anys a poder estar reunida de nou. A Hong Kong, la família es va instal·lar a Tsim Sha Tsui, zona de Hong Kong al sud de Kowloon. El pare treballava en un club nocturn. Vivint com a fill únic en una nova ciutat, Wong ha declarat en algunes ocasions que se sentí aïllat durant la seva infància. A més a més, tingué la dificultat afegida d'aprendre el cantonès i l'anglès, que no arribà a dominar fins que fou adolescent.

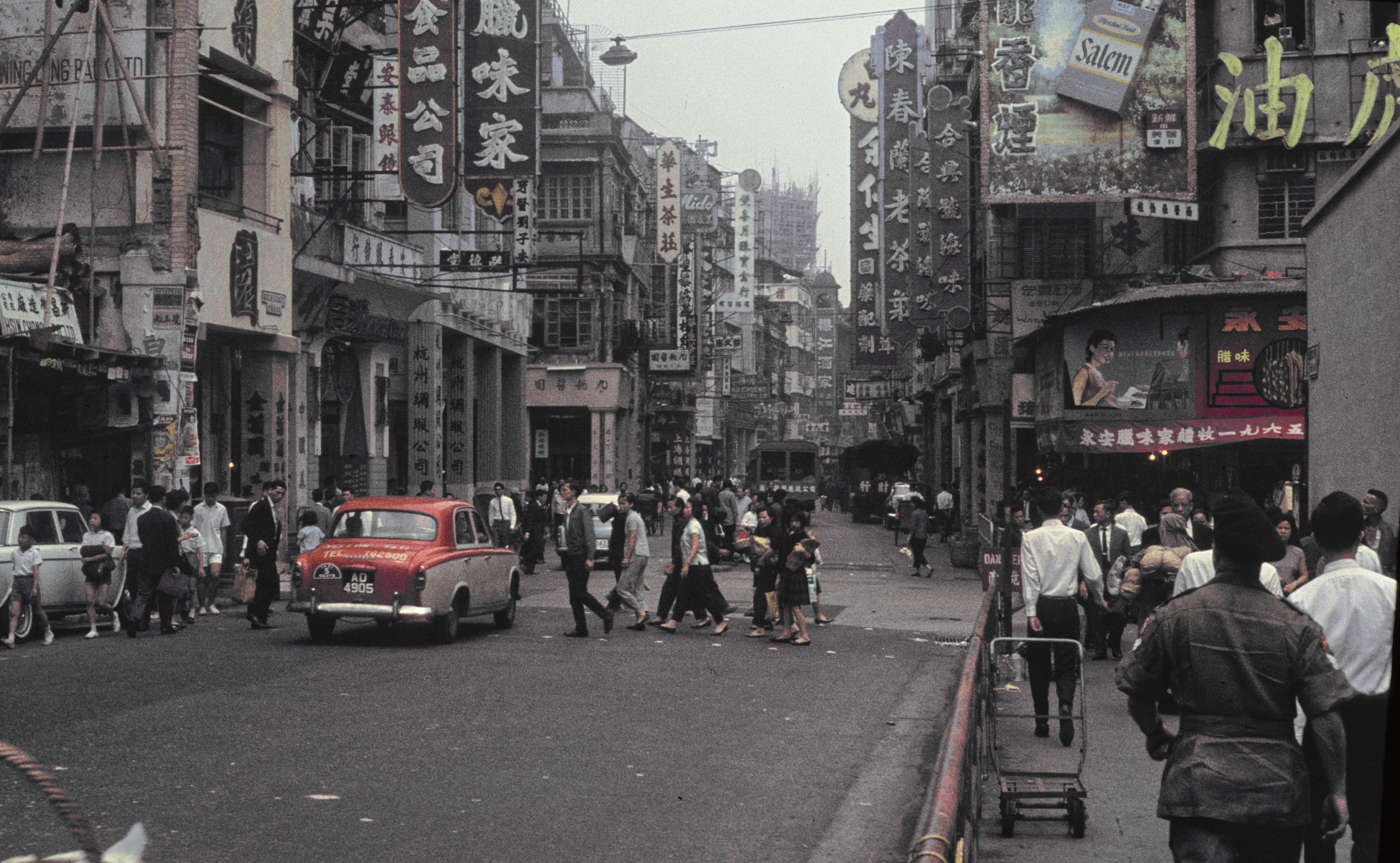
Hong Kong el 1965, poc després que Wong emigrés amb la família a Shanghai.

De jove, Wong anava molt sovint al cinema amb la mare, on veien diversos tipus de pel·lícules. En aquest sentit, Wong declarà que, de petit, la seva única afició era mirar pel·lícules. A l'escola s'interessà pel disseny gràfic, i arribà a estudiar a la Hong Kong Polytechnic University el 1980. En graduar-se, Wong fou admès en un programa de formació a la cadena televisiva TVB; va ser en aquest moment quan adquirí experiència en producció de mitjans audiovisuals.
Començà ben aviat una carrera com a guionista; primer en sèries de televisió i telenovel·les, com Don't Look Now (1981), abans de fer el salt cap a guions de cinema. En aquesta etapa, treballà en equip, movent-se en diversos gèneres com ara la comèdia, les pel·lícules romàntiques, o també thriller i crim. Wong mostrà poc entusiasme per aquests primers projectes, descrits per Gary Bettinson, acadèmic especialista en cinema, com a "distraccions ocasionals i majoritàriament d'un sol ús". No obstant això, continuà escrivint durant la dècada de 1980 en pel·lícules com Just for Fun (1983), Rosa (1986), and The Haunted Cop Shop of Horrors (1987). Entre 1982 i 1987 intervingué en una desena de guions, si bé Wong ha declarat haver treballat en més d'una cinquantena i no aparèixer posteriorment als crèdits del producte final. Wong dedicà dos anys a coescriure el guió de la pel·lícula d'acció de Patrick Tam Final Victory (1987), que li valgué una nominació als 7è Hong Kong Film Awards.

#### As Tears Go By

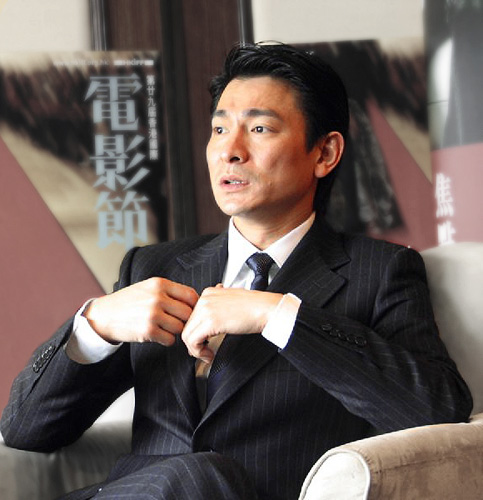
Andy Lau participà en el debut de Wong, As Tears Go By (1988).

El 1987, la indústria cinematogràfica a Hong Kong es trobava en un punt àlgid, gaudint d'un considerable nivell de prosperitat i productivitat. Per seguir amb aquest ritme es necessitaven nous talents, nous directors. Wong, gràcies als seus vincles amb la indústria cinematogràfica, fou convidat a convertir-se en soci d'una nova empresa independent, In-Gear, tenint l'oportunitat per primer cop de dirigir la seva pròpia imatge. Les pel·lícules de gàngster eren molt populars en aquell moment, gràcies, en part a l'èxit de l'obra A Better Tomorrow (1986) d'en John Woo. Així Wong Kar-Wai dedicí seguir les seves passes. Wong decidí especialitzar-se en gàngster joves, un sector encara per explorar en les pel·lícules del crim de Hong Kong. As Tears Go By ens narra la història d'un jove en conflicte que ha de vetllar pel seu amic que no sap prendre bones decisions.
L'argument d'aquesta pel·lícula ha estat compaarada amb el de Mean Streets (1971), dirigida per en Martin Scorsese. De fet, Wong va admetre en una entrevista haver fet servir el personatge d'en Robert De Niro de la pel·lícula d'en Martin Scorsese, si bé la major part de la trama l'hauria extret d'experiències personals de joventut, en particular, d'un amic seu que hauria estat gàngster.
Gràcies a la seva relació personal estreta amb el productor Alan Tang, Wong va gaudir d'una llibertat considerable durant aquesta pel·lícula. El seu càsting incloïa els que considerava alguns dels ídols més joves de Hong Kong: el cantant Andy Lau, Maggie Cheung, i Jacky Cheung. As Tears Go By fou estrenada el juny 1988, éssent força ben acollida per l'audiència. La crítica també la veié amb molt bons ulls; fins i tot alguns periodistes el classificaren ja aleshores dins la nova onada de cinema de Hong Kong. Bo i ésser una pel·lícula convencional, el crític David Bordwell va dir que Wong "[destacava] entre els seus companys de professió abandonant la cinètica de les comèdies i les pel·lícules d'acció en favor d'una atmosfera més líquida." As Tears Go By no va rebre gaire atenció des d'occident durant el seu llançament oficial, però fou seleccionada per ser projectada durant la quinzena dels directors al Festival Internaciona de Cinema de Cannes el 1989.

### Evolució cap a un estil propi (1990–1994)

#### Days of Being Wild
"Podria haver continuat fent pel·lícules com As Tears Go By la resta de l'eternitat, però volia fer alguna cosa més personal després d'allò. Volia trencar amb les estructures de la pel·lícula habitual de Hong Kong." 
La seva següent pel·lícula s'allunya de l'escena criminal de Hong Kong que, d'altra banda, no atreia massa a Wong. Tenia ganes d'embarcar-se en una empresa diferent i l'èxit de As Tears Go By va crear aquesta nova possibilitat. Desenvolupant un projecte més personal que la seva obra anterior, Wong va triar els anys seixanta com a escenari, evocant una època que recordava bé i per la qual va tenir un sentiment especial. Days of Being Wild se centra en un jove adult desil·lusionat, Yuddy, i el seu entorn. No hi ha cap argument o gènere al qual s'adhereixi, si bé Stephen Teo la percep com una pel·lícula sobre l'enyorança de l'amor. Andy Lau, Maggie Cheung i Jacky Cheung es reuneixen amb Wong de nou en la seva segona obra, mentre l'actriu Leslie Cheung n'és la protagonista. En Christopher Doyle fou el director de fotografia i a partir d'aquest moment passà a convertir-se en un dels seus col·laboradors més importants, treballant en les seves properes sis pel·lícules.
Amb les seves estrelles habituals, s'esperava que Days of Being Wild fos una pel·lícula taquillera; en canvi, es tractava d'una obra molt particular i més preocupada en l'ambient i l'atmosfera que no pas pel discurs narratiu. Estrenada el desembre de 1990, la pel·lícula va guanyar poc a taquilla i va tenir una crítica dividida. Malgrat això, va guanyar cinc Hong Kong Film Awards, gaudint de certa atenció mediàtica a nivell internacional. Es caracteritza per la seva narració experimental, un treball de càmera expressiu i temes com ara el temps i l'amor perduts. Tot plegat a fet que autors com Brunette hagin descrit Days of Being Wild com la primera pel·lícula típica de l'estil d'en Wong Kar-Wai. Des d'aquell moment, Wong ha anat guanyant-se la reputació de gaudir d'un dels millors llançaments de Hong Kong. No obstant això, el seu fracàs inicial va ser descoratjador per Wong i no va poder obtenir finançament per al seu proper projecte, una seqüela planificada.

#### Ashes of Time
Lluitant per obtenir suport per al seu treball, el 1992 Wong va fundar amb Jeff Lau la seva pròpia companyia de producció, Jet Tone Films. Necessitaven un major suport, pel que Wong acceptà una oferta d'un estudi per a fer una pel·lícula de wuxia, pel·lícula d'arts marcials antigues basada en una novel·la força famosa, The Legend of the Condor Heroes de Jin Yong. A Wong l'entusiasmà la idea, declarant en una entrevista que havia colgut prendre part en una obra costumbrista. No obstant això, pràcticament no pren res més que tres dels personatges del llibre. El 1992 va començar a experimentar amb diverses estructures narratives diferents per teixir el que va anomenar "un tapís molt complex". El rodatge començà com una altra producció amb totes les seves estrelles ja habituals: Leslie, Maggie i Jacky Cheung retornen de nou juntament amb Brigitte Lin, Carina Lau, Charlie Young i Tony Leung Chiu-wai; aquest últim esdevindrà un col·laborador habitual de Wong a partir d'ara.
Ambientada durant la dinastia Song, Ashes of Time ens parla d'un assassí exiliat que ha estat cridat per diversos personatges que comparteixen un cor trencat. Va ser una producció difícil i el projecte va romandre sense finalitzar durant dos anys, amb un cost de 47 milions de dòlars d'HK. Durant el seu llançament, al setembre de 1994, el públic estava confós per la trama vaga de la pel·lícula i les escenes atípiques d'una obra de wuxia. Martha P. Nochimson, especialista en cinema, l'ha anomenada la pel·lícula d'arts marcials més insòlita que mai s'hagi fet. Les escenes d'acció trepidant són substituïdes per personatges i els seus pensaments; l'argument està subordinat a un rol secundari i l'èmfasi el reben l'ús del color, el paisatge i les imatges. Ashes of Time va ser un fracàs comercial, però els crítics, en general, valoraren la "negativa de Wong a ser lleial al gènere [de Wuxia]". De fet, la pel·lícula va guanyar diversos premis locals i va competir al Festival de Venècia, on Christopher Doyle va guanyar la Millor cinematografia. El 2008, Wong reedità la pel·lícula, tornant-la a estrenar sota el títol Ashes of Time Redux.

#### Chungking Express
Veure article principal: Chungking Express

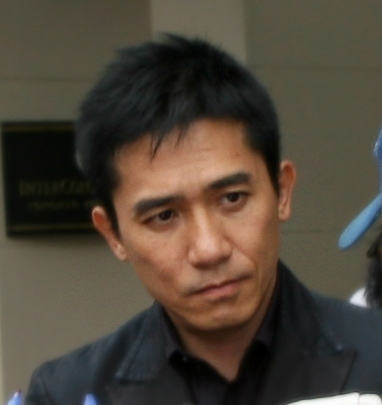
Tony Leung Chiu-wai, protagonista habitual de les pel·lícules de Wong Kar-Wai.

Durant la llarga producció d'Ashes of Time, Wong va haver de fer una pausa de dos mesos mentre l'equip de so regravava algunes escenes. En aquest període Wong va estar sotmès a una forta pressió per part dels seus patrocinadors que aventuraven un altre fracàs comercial. Tot plegat el feia estar en un estat de negativitat, pel que dedicí em barcar-se en el seu nou projecte. És en aquest moment que Wong fa Chungking Express, creat com un projecte estudiantil. Concebut i completat en només sis setmanes, el nou projecte va acabar sent llançat dos mesos abans que Ashes of Time.
Chungking Express està dividit en dues parts, ambdues ambientades al Hong Kong contemporani i centrades en policies solitaris (Takeshi Kaneshiro i Tony Leung Chiu-wai). Tots dos s'enamoren d'una dona, Brigitte Lin i Faye Wong, respectivament. Wong tenia ganes d'experimentar amb "dues històries entrecreuades en una pel·lícula"; treballava espontàniament, filmant de nit el que havia escrit aquell dia. Peter Brunette ens fa notar com Chungking és considerablement més divertit i desenfadat que els esforços anteriors del director, si bé tracta els mateixos temes. Als Hong Kong Film Awards de 1995 va guanyar el premi de millor fotografia i també el de millor director. Miramax va adquirir la pel·lícula per a la distribució nord-americana, que segons Brunette "hauria catapultat l'atenció internacional cap a Wong". Stephen Schneider la inclou al seu llibre 1001 Movies You Must See Before You Die, mencionant d'aquesta que: "Mentre que altres pel·lícules de Wong poden tenir més ressonància emocional, Chungking Express es desprèn de la seva innocència, exuberància i llibertat cinematogràfica, un triomf impressionant de l'estil sobre la substància."

#### Fallen Angels
"Mentre Chungking era assoleïada, plena de colors brillants i de llum del dia; Fallen Angels és més de llums de neó, foscor i brutícia."
"Chungking Express i Fallen Angels junts són a llum i la foscor de Hong Kong." 
Chungking Express havia estat concebut com a tres històries, però li mancà temps per desenvolupar-ho en aquesta pel·lícula i optà per seguir treballant en la mateixa línia, ampliant les idees que havien sorgit a Chungking Express en una altra pel·lícula sobre joves adults alienats al Hong Kong contemporani. Així sorgeix aquesta tercera història com un nou projecte, Fallen Angels. Tot i que contenia nous personatges, Wong va concebre ambdues pel·lícules com a estudis complementaris de Hong Kong. Més endavant Wong va declarar que, per ell, Chungking Express i Fallen Angels són en realitat una única pel·lícula que hauria d'haver durat tres hores.
Fallen Angels es considera un thriller de crim i conté escenes de violència extrema, però és, de nou, una pel·lícula atípica del gènere. Wong l'ha infusionat amb el seu propi estil, fragmentat i experimental, fent que el gènere quedi en un segon pla. La trama torna a comptar amb dues narracions diferents, que s'interconnecten subtilment, i està dominada per uns efectes visuals frenètics. L'acció de la pel·lícula està ambientada principalment de nit, explorant el costat fosc de Hong Kong. Aquest és un contrast intencional que Wong va planificar per equilibrar la dolçor de Chungking: "És just mostrar les dues cares de la moneda". Takeshi Kaneshiro i Charlie Young formen part del càsting de nou, però també veiem aparèixer per primer cop en una pel·lícula d'en Wong Kar-Wai a Leon Lai, Michelle Reis i Karen Mok. Al fer l'estrena el setembre de 1995, diversos crítics la van veure excessivament similar a Chungking Express; d'altres argumentaren que Wong s'havia tornat indulgent amb si mateix. Zhang Yingjin i Xiao Zhiwei, ambdós historiadors del cinema, apuntaren que: "Si bé no resulta tan trencadora com les seves predecessores, la pel·lícula segueix sent prou innovadora com per confirmar la presència de [Wong] a l'escena internacional". Des del seu llançament, Fallen Angels ha estat considerada com una de les seves obres més influents, juntament amb Chungking Express i In the Mood For Love.

### Reconeixement internacional (1996–2000)

#### Happy Together
Veure article principal: Happy Together
Si bé la seva reputació creixia constantment a principis dels anys noranta, la posició internacional de Wong es va "consolidar completament" amb el drama romàntic Happy Together (1997). El seu desenvolupament va estar influenciat per la transferència de sobirania de Hong Kong per part del Regne Unit cap a la República Popular de la Xina, que just s'havia donat aquell any. Tothom esperava que Wong en parlés en la seva propera pel·lícula. No obstant això, ell evità aquestes pressions rodant a l'Argentina. Val a dir, però, que la transferència de sobirania era un tema molt important i complex. Per exemple, alguns homosexuals famosos de Hong Kong esperaven un futur incert després del 1997. Així doncs, Wong escull parlar-nos de la relació entre dos homes. Tenia moltes ganes de presentar aquella relació com a ordinària i universal, ja que el cinema de temàtica LGBT fet anteriorment a Hong Kong no ho havia fet.
Happy Together explica la història d'una parella (Tony Leung Chiu-wai i Leslie Cheung) que viatgen a Buenos Aires per intentar salvar la seva relació. Wong canvia ara d'estructura i estil respecte les seves anteriors pel·lícules, ja que sentia que s'havia fet previsible. Teo, Brunette i Jeremy Tambling tots coincideixen en percebre Happy Together com un canvi molt marcat respecte la seva obra anterior: la història és més lineal i comprensible, només hi ha tres personatges, sense cap dona al càsting, si bé encara posseeix l'exuberància de la fotografia d'en Doyle, és més continguda estilísticament. La producció fou difícil i llarga, sis setmanes es convertiren finalment en quatre mesos, però la pel·lícula s'estrenà el maig de 1997, guanyant-se l'aclamació de la crítica. Va competir per la Palme d'Or al Festival de Cinema de Cannes, on Wong es va convertir en el primer director de Hong Kong en guanyar el premi al millor director. Wong després declarà que aquest reconeixement "no fa cap diferència; només es pot posar en un anunci".

#### Desitjant estimar (In the Mood for Love)
Veure article principal: Desitjant estimar

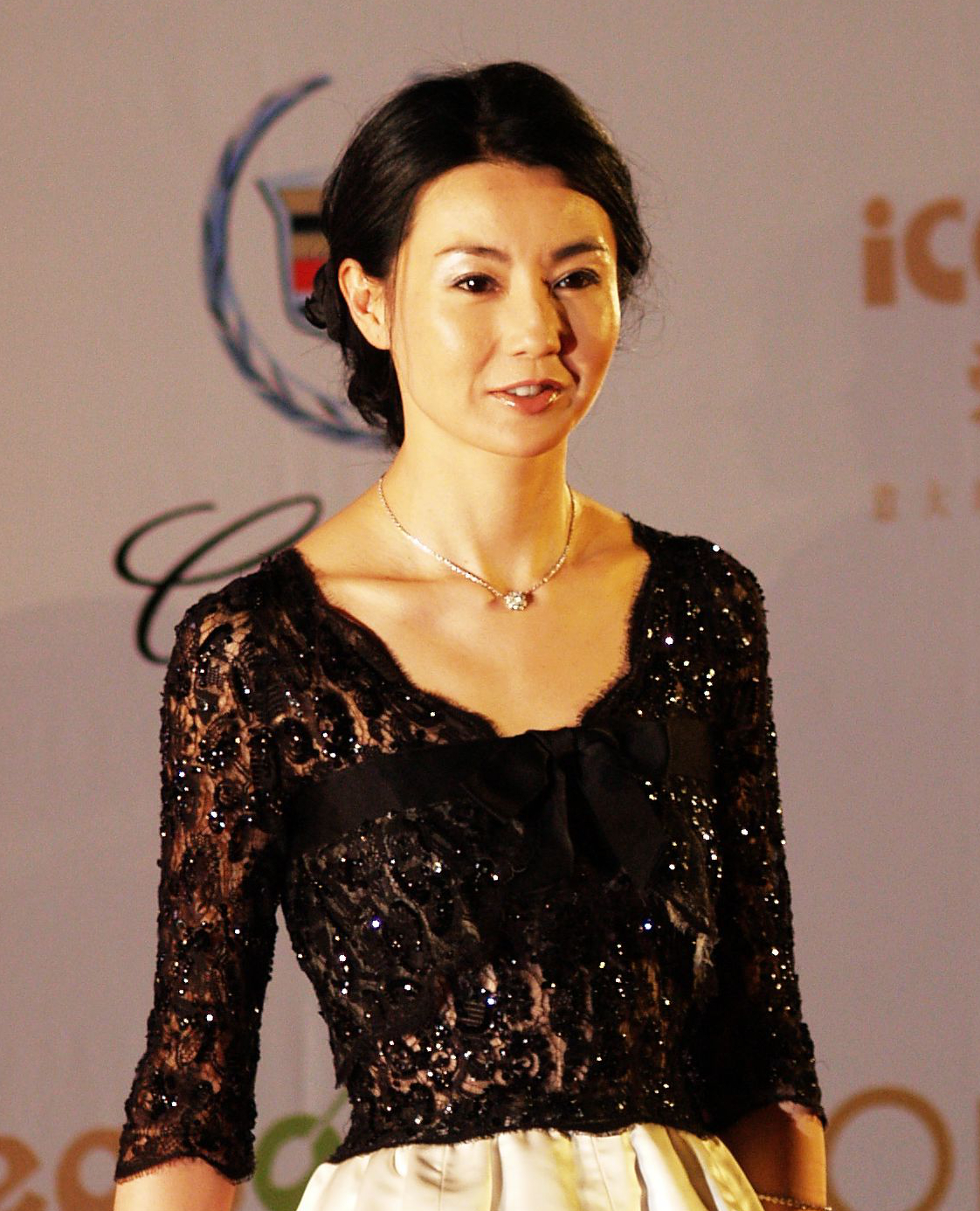
Maggie Cheung, protagonista de Desitjant estimar i tres altres pel·lícules de Wong Kar-Wai.

En la seva monografia de 2005, Brunette opina que Happy Together marca "una nova etapa en la seva carrera artística i desenvolupament", i juntament amb la seva successora – Desitjant estimar, coneguda com a In the Mood For Love pel públic internacional (2000) – ens mostren a Wong en "el zenit del seu art cinematogràfic." Aquesta última pel·lícula va sorgir d'una història de producció molt complicada que es va perllongar durant dos anys. Wong va planificar diversos títols i projectes diferents abans que evolucionessin fins al resultat final: un melodrama romàntic ambientat a Hong Kong als anys 1960 que es considera una seqüela no oficial de Days of Being Wild. Wong va decidir tornar a l'època que el fascinava, i va reflectir els seus propis antecedents centrant-se en els emigrants de Xangai.
Maggie Cheung i Tony Leung Chiu-wai interpreten els personatges principals, que es traslladen a un edifici d'apartaments el mateix dia del 1962 i descobreixen que les seves cònjuges tenen una relació; durant els propers quatre anys desenvolupen una forta atracció. Schneider descriu la pel·lícula com una estranya relació coreografiada amb la gràcia i ritme d'un vals i es mostra com una bruma onírica d'una càmera que ho escolta.
El rodatge es perllongà quinze mesos, portant a Cheung i Leung fins al límit. Wong rodà més de 30 vegades més del metratge que finalment utilitzà. De fet, va acabar d'editar-lo just el matí abans de la seva estrena a Cannes. Al festival Desitjant estimar va rebre el premi tècnic i el de millor actor per en Leung. També fou reconeguda com la millor pel·lícula estrangera per la National Society of Film Critics i nominada en la mateixa categoria als BAFTA. Wong declarà que havia estat la seva "pel·lícula més difícil de la meva carrera fins ara, i una de les més importants. Estic molt orgullós d'això." Els anys posteriors ha estat inclosa en diverses llistes de les millors pel·lícules de tots els temps.

#### 2046
Veure article principal: 2046
Mentre que Desitjant estimar va tardar dos anys a completar-se, la seva seqüela - 2046 - fins i tot va doblar aquest temps. La pel·lícula es va concebre primer, quan Wong va escollir el títol com a referència a l'últim any de la promesa de la Xina "Un país, dos sistemes" a Hong Kong. Tot i que els seus plans inicials es van veure modificats i en sorgí una nova pel·lícula. Wong rodà 2046 mantenint al cap les idees i el material que ja tenia de rodatges previs del desembre de 1999. Després de Desitjant estimar, de fet, Wong reprèn 2046 i es va obssessionar amb aquest projecte.
2046 continua la història de Chow Mo-wan, el personatge de Leung a Desitjant estimar, tot i que es considera molt més fred i diferent. Wong no volia abandonar de banda el personatge i el reprèn just on l'havia deixat en l'última pel·lícula, al 1966. No obstant això ell declarà que "És una altra història, sobre com un home afronta el seu futur a causa d'un determinat passat". Els seus plans eren indeterminats i, segons Teo, va establir "un nou rècord en el seu propi mètode de realització de pel·lícules de lliurepensació, temps i improvisació" amb la producció. Les escenes es van rodar a Beijing, Shanghai, Hong Kong, Macau i Bangkok. Les actrius Zhang Ziyi i Gong Li interpreten a dones que consumeixen Mo-wan, ja que el personatge planeja una novel·la de ciència-ficció titulada 2046. La pel·lícula fou estrenada al Festival de Cannes de 2004, però Wong l'envià amb un dia de retard i no quedà content del resultat final. De fet, la continuà editant fins al seu llançament, l'octubre d'aquell any. Fou el projecte més car de Wong Kar-Wai fins a la data. 2046 fou un fracàs comercial a Hong Kong, si bé la majoria de crítics occidentals en van escriure positivament. Ty Burr del The Boston Globe en lloà la seva "meditació enigmàtica i atrevida sobre la bellesa, el romanç i el record", mentre que n'Steve Erikson de Los Angeles Magazine la va anomenar la seva obra mestra.

### Treballs internacionals (2001–2007)

#### ErosiMy Blueberry Nights
Veure article principal: Eros
Veure article principal: My Blueberry Nights

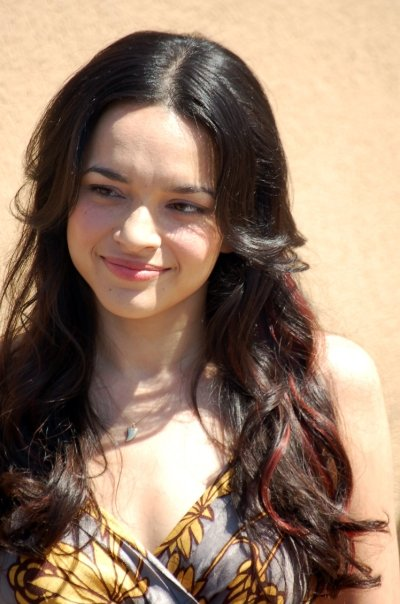
La cantant Norah Jones debutà com actriu sent la protagonista de My Blueberry Nights (2007)

Abans de començar el seu proper llargmetratge, Wong va treballar a la pel·lícula antològica Eros (2004), proporcionant un dels tres curtmetratges (els altres dos havien estat dirigits per Michelangelo Antonioni i Steven Soderbergh) on l'eix central era el tema de la luxúria. El fragment d'en Wong, titulat "The Hand", la mà, estava protagonitzat per Gong Li. Ella interpreta una noia de la dècada de 1960 i Chang Chen interpreta el seu client potencial. Si bé Eros no va ser gaire ben rebut, el curt de Wong es considera sovint que fou el més exitós de tots tres.
Després de la difícil producció de 2046, Wong va voler que la seva propera producció fos una experiència senzilla i envigorant. Així doncs va optar per fer una pel·lícula en anglès als Estats Units, més endavant ho justificà argumentant que "És un nou escenari, un nou ambient, refrescant." Després d'escoltar una entrevista radiofònica amb la cantant Norah Jones, decidí contactar amb ella immediatament i ella acceptà ser la protagonista de la seva propera pel·lícula. Wong només havia fet algunes visites breus als Estats Units i no tenia més nocions sobre la seva cultura, tret d'aquests viatges i les pel·lícules que havia vist, però tenia ganes de parlar del país amb precisió. En aquesta línia, decidí de coescriure el guió amb Lawrence Block, si bé rarament es preparava un guió prèviament. Sota el títol de My Blueberry Nights, Wong ens parla d'una jova de Nova York que ho abandona tot per fer un viatge per carretera quan s'assabenta que la seva parella li ha estat infidel. El càsting comptava amb figures com Jude Law, Natalie Portman, Rachel Weisz i David Strathairn.
El rodatge de My Blueberry Nights es feu durant sis setmanes el 2006 en ciutats com Manhattan, Memphis, Tennessee, Ely, Nevada, i Las Vegas. Wong va concebre la producció de la mateixa manera que ho hauria portat a terme d'haver-se trobat a Hong Kong, i la temàtica i estil visual, malgrat Christopher Doyle fou substituït pel cinematògraf Darius Khondji van seguir en la mateixa línia de sempre. Estrenada el maig de 2007, My Blueberry Nights fou la quarta pel·lícula consecutiva en competir per la palma d'or al Festival de Cannes. Wong la considera una "experiència especial", però la crítica no fou gaire positiva. La crítica ha dit de My Blueberry Nights que no té solidesa ni tampoc és homogenia; convertint-la en el primer fracàs pel que fa les opinions dels crítics.

### Èxit de taquilla (2008–present)

#### The Grandmaster
Veure article principal: The Grandmaster
La propera pel·lícula de Wong va tardar cinc anys més en estrenar-se, ja que va experimentar una altra producció llarga i difícil amb The Grandmaster (2013). Aquest nou projecte és una biopic (cinema biogràfic) del mestre d'arts marcials Ip Man. La idea se li havia ocurregut ja el 1999, però no s'hi va poder posar a treballar fins a haver finalitzat My Blueberry Nights. Ip Man és una figura llegendària a Hong Kong, coneguda per ésser el mestre d'en Bruce Lee i qui li va ensenyar Wing Chun. Wong, en aquesta ocasió, decideix centrar-se en un període anterior de la seva vida, entre 1936 i 1956. Aquest període estigué molt marcat per la segona guerra sinojaponesa i la Segona Guerra Mundial. Wong volia crear una pel·lícula "comercial i de colors". Després d'un procés d'investigació i preparació considerables, el rodatge va començar el 2009. Tony Leung Chui-wai es va unir a Wong en la seva setena pel·lícula junts, havent passat divuit mesos entrenant-se en Wing Chun, mentre Zhang Ziyi va interpretar a Gong Er. Fou una producció esgotadora que es perllongà de manera intermitent durant tres anys, arribant a interrompre's fins a dues ocasions perquè Leung s'havia fracturat el braç. Aquesta ha estat la producció més cara del director.
The Grandmaster és descrit per Bettinson com una barreja de tradicions populars i d'art, amb la forma, visuals i temes habituals ja dels treballs anteriors de Wong. Hi ha tres versions diferents de la pel·lícula, ja que Wong l'escurçà respecte la versió del seu llançament nacional per a portar-la al Festival de Berlín del 2013. Més endavant en feu una tercera versió, per la seva distribució nord-americana per la Weinstein Company. Descrita per Slant Magazinecom la seva pel·lícula més accessible, The Grandmaster guanyà dotze premis al festival Hong Kong Film Awards, incloent la millor pel·lícula i millor director. També va rebre dos nominacions de l'Academy Award a millor producció i cinematografia. La crítica va rebre positivament la pel·lícula, i aconseguí recaptar a nivell mundial 64 milions de dòlars, convertint-se amb la seva obra més lucrativa.

## Filmografia
- 1988 - As Tears Go By (旺角卡門)
- 1991 - Days of Being Wild (阿飛正傳)
- 1994 - Chungking Express (重慶森林)
- 1994 - Ashes of Time (東邪西毒)
- 1995 - Fallen Angels (墮落天使)
- 1997 - Happy Together (春光乍洩)
- 2000 - Desitjant estimar (In the Mood for Love, 花樣年華)
- 2001 - The Follow (curtmetratge)
- 2002 - Six Days (videoclip de Dj Shadow)
- 2004 - 2046
- 2004 - Eros (segment "La mà")
- 2007 - My Blueberry Nights (花樣年華)
- 2007 - Chacun son cinéma (segment "I Travelled 9000 km To Give It To You")
- 2008 - Ashes of Time Redux
- 2013 - The Grandmaster (一代宗師)